# Pouteria campechiana
Pouteria campechiana (în engleză canistel) este o specie de arbore, nativă din sudul Mexicului și Americii Centrale. Este cultivată și în alte state, precum Brazilia, Taiwan, Vietnam și Filipine, pentru fructele sale.